# Rickard Fagerlund
Rickard Fagerlund, född 25 januari 1937 i Södertälje, död 31 december 2009, var ordförande för Svenska Ishockeyförbundet mellan september 1983 och juni 2002.
Rickard Fagerlund hade en karriär som ishockeyspelare (back) i Södertälje SK. Han började spela ishockey i BK Star i Södertälje innan han som 19-åring gick till Södertälje SK. Redan under sin första säsong med SSK, blev han svensk mästare 1956. Han har också spelat i Gais, IFK Norrköping och IK Oskarshamn. Han spelade åtta landskamper med svenska landslaget, men fick aldrig chansen att spela i världsmästerskap eller olympiska turneringar.  Han var även tränare i IF IFK/IKS från Norrköping i slutet av 1960-talet.
Efter sin aktiva karriär arbetade Fagerlund som ledare inom både Malmö FF:s ishockeysektion, som 1972 blev den klubb som senare kommit att heta Malmö Redhawks, och Södertälje SK innan han blev en karismatisk och frispråkig ordförande för Svenska ishockeyförbundet i september 1983. Han valdes in i Internationella ishockeyförbundets styrelse 1994 och var ordförande för dess marknadskommitté.
Hans tid som Svenska Ishockeyförbundets ordförande präglades under 1990-talet av flera debatter inom svensk ishockey, bland annat vad gällde Europaliga, spelsystem som 1-3-1 och bestämmelser för antalet icke-svenska spelare.
Den 11 september 2001 meddelade han att säsongen 2001/2002 blev hans sista som Svenska Ishockeyförbundets ordförande. Han efterträddes av Kjell Gustav Nilsson på årsmötet den 15 juni 2002.
Rickard Fagerlund blev under 2009 invald i Internationella ishockeyförbundets Hall of Fame för den roll han spelat som ledare inom internationell ishockey, och fick utmärkelsen postumt under 2010. Fagerlund drabbades av en hjärtattack den 21 december 2009 vilken han aldrig återhämtade sig från. På nyårsafton 2009 avled han.

## Meriter
- Svensk mästare 1956